# Cinara tsugae
Cinara tsugae är en insektsart. Cinara tsugae ingår i släktet Cinara och familjen långrörsbladlöss. Inga underarter finns listade i Catalogue of Life.